# Romy Eggimann
Romy Eggimann (* 29. September 1995 in Sumiswald) ist eine Schweizer Eishockeyspielerin, die seit 2009 beim HC Ladies Lugano in der Women’s League unter Vertrag steht.

## Karriere
Romy Eggimann begann ihre Karriere im Nachwuchsbereich des HC Lugano, für dessen männliche Junioren sie bis 2010 aktiv war (Mini). Während der Saison 2008/09 debütierte sie für die Frauenmannschaft des Vereins, das Lugano Ladies Team, in der damaligen Leistungsklasse A, der höchsten Fraueneishockeyliga der Schweiz. Am Saisonende gewann sie ihren ersten Schweizer Meistertitel mit dem HC Lugano.
2010 folgte ein weiterer Meistertitel mit den HC Lugano Ladies. In den folgenden Jahren steigerte sie ihre Punktausbeute von Saison zu Saison und entwickelte sich dadurch zur Leistungsträgerin und Nationalspielerin. 2014 gewann Eggimann eine weitere Schweizer Meisterschaft mit den Frauen des HC Lugano. Ein Jahr später konnte sie mit dem HC Lugano diesen Titel verteidigen und ihre persönlich vierte Meisterschaft feiern.
2017 gewann sie mit den Ladies den Schweizer Pokalwettbewerb, den Swiss Women’s Hockey Cup. Zudem war sie in den Playoffs der SWHL A mit sieben Toren beste Torschützin aller Teilnehmer. Ein Jahr später scheiterten Eggimann, die zwischen 2017 und 2021 ihr Team als Kapitänin aufs Eis führte, mit ihren Teamkolleginnen im Playoff-Finale wiederum an den ZSC Lions Frauen, ehe sie 2019 ihren fünften Schweizer Meistertitel gewann. Darüber hinaus war sie in der regulären Saison mit 31 Assists beste Vorlagengeberin der SWHL A. Zwei Jahre später wurde Eggimann zum sechsten Mal in ihrer Karriere Schweizer Meisterin mit dem Frauenteam des HC Lugano.

### International
Ab 2011 spielte Eggimann für die U18-Juniorinnen-Nationalmannschaft der Schweiz und nahm mit dieser an den U18-Weltmeisterschaften der Top-Division 2011 und 2012 teil. Bei letzterer stiegen die U18-Frauen in die Division I ab. Bei der U18-Weltmeisterschaft der Division I ein Jahr später belegte Eggimann mit dem Nationalteam den zweiten Platz und war (zusammen mit Dominique Rüegg) mit fünf Torvorlagen die beste Vorlagengeberin des Turniers.
Bei der Weltmeisterschaft der Frauen 2013 absolvierte Eggimann ihre erste Weltmeisterschaft für die Schweizer Eishockeynationalmannschaft der Frauen.
Im Januar 2014 wurde Eggimann von Nationaltrainer René Kammerer für die Olympischen Winterspiele in Sotschi nominiert 
und gewann mit dem Nationalteam die olympische Bronzemedaille.
Weitere Teilnahmen an Weltmeisterschaften folgten 2015 (6. Platz) und 2016 (7. Platz). Insgesamt absolvierte Eggimann bis 2018 57 Länderspiele für die Schweiz.

## Erfolge und Auszeichnungen

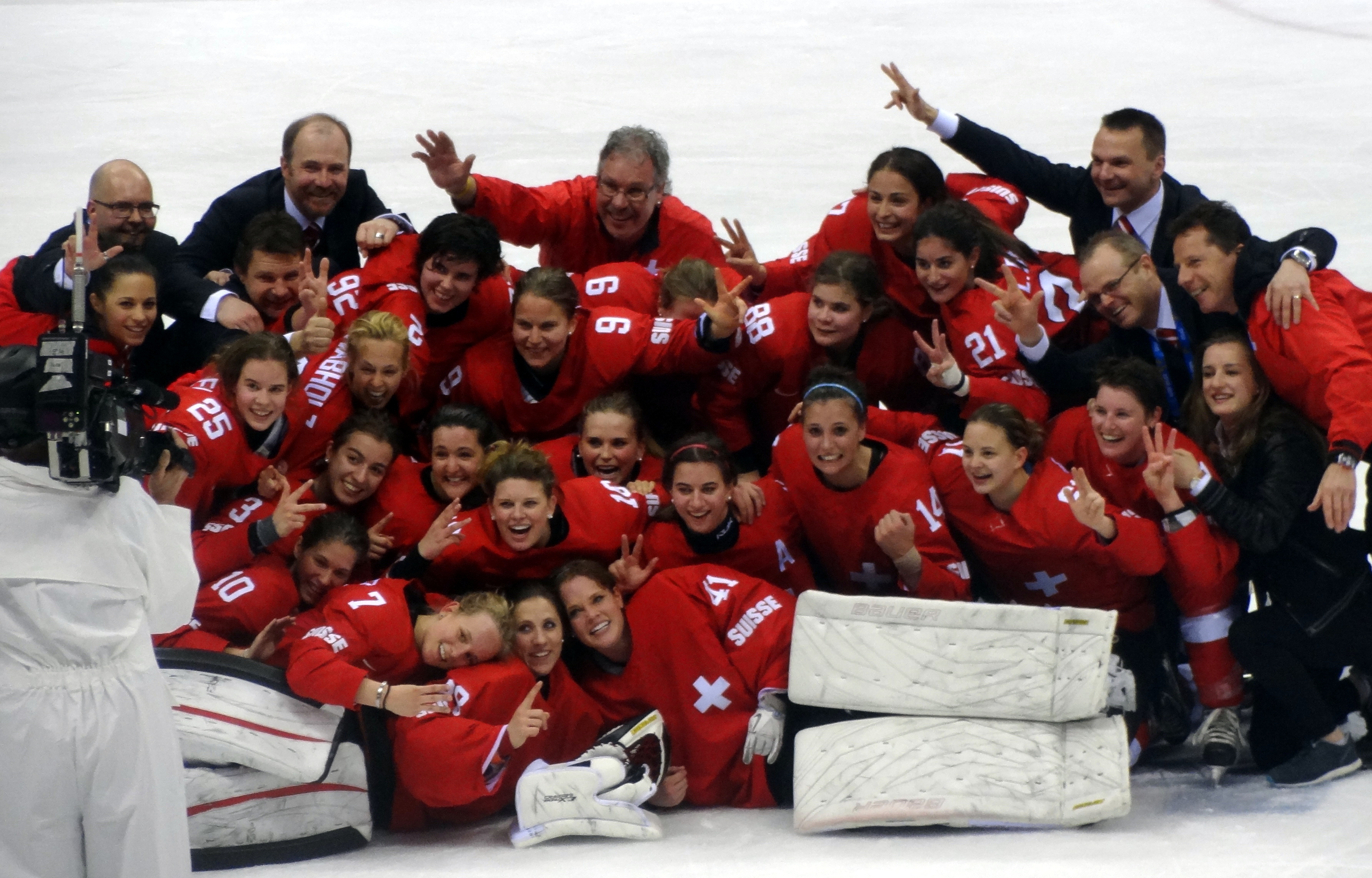
Gewinn der Bronzemedaille bei den Olympischen Winterspielen 2014

- 2009 Schweizer Meister  mit den HC Lugano Ladies
- 2010 Schweizer Meister  mit den HC Lugano Ladies
- 2013 Beste Vorlagengeberin (5) der U18-Frauen-Weltmeisterschaft (zusammen mit Dominique Rüegg)
- 2014 Bronzemedaille bei den Olympischen Winterspielen
- 2014 Schweizer Meister  mit den HC Lugano Ladies
- 2015 Schweizer Meister  mit den HC Lugano Ladies
- 2017 Beste Torschützin (7) der SWHL-A-Playoffs
- 2017 Gewinn des Swiss Women’s Hockey Cup  mit den HC Lugano Ladies
- 2019 Schweizer Meister  mit den HC Ladies Lugano
- 2019 Beste Vorlagengeberin (31) der SWHL A
- 2021 Schweizer Meister  mit den HC Ladies Lugano

## Karrierestatistik
(Legende zur Spielerstatistik: Sp oder GP = absolvierte Spiele; T oder G = erzielte Tore; V oder A = erzielte Assists; Pkt oder Pts = erzielte Scorerpunkte; SM oder PIM = erhaltene Strafminuten; +/− = Plus/Minus-Bilanz; PP = erzielte Überzahltore; SH = erzielte Unterzahltore; GW = erzielte Siegtore; 1 Play-downs/Relegation; Kursiv: Statistik nicht vollständig)

### International
Vertrat die Schweiz bei:
| - U18-Frauen-Weltmeisterschaft 2011 - U18-Frauen-Weltmeisterschaft 2012 - U18-Frauen-Weltmeisterschaft der Division I 2013 - Weltmeisterschaft 2013 | - Olympischen Winterspielen 2014 - Weltmeisterschaft 2015 - Weltmeisterschaft 2016 |